# Sankt Peders socken
Sankt Peders socken i Västergötland ingick i Ale härad, ingår sedan 1971 i Lilla Edets kommun och motsvarar från 2016 Sankt Peders distrikt.
Socknens areal är 16,79 kvadratkilometer varav 16,29 land. År 2000 fanns här 1 591 invånare. Småorterna Hede och Munkängen och Hältorp och Heden samt tätorten Lödöse med sockenkyrkan Sankt Peders kyrka ligger i socknen.

## Administrativ historik
Socknen har medeltida ursprung. Namnet skrevs före 1940 också Sankt Peter socken, har även kallats Gamla Lödöse socken. Församlingen Införlivade 17 augusti 1473 Sankt Olofs församling, den "andra" församlingen i dåvarande Lödöse stad, när Nya Lödöse anlades vid Säveån närmare Göta älvs mynning och merparten av stadens borgare flyttade dit. När Lödöse förlorade sina stadsrättigheter tillfälligt mellan 1526 och 1586 samt varaktigt från 1646, så införlivades Sankt Peders socken i Ale härad.
Vid kommunreformen 1862 övergick socknens ansvar för de kyrkliga frågorna till Sankt Peders församling och för de borgerliga frågorna bildades Sankt Peders landskommun. Landskommunen inkorporerades 1952 i Lödöse landskommun som 1971 uppgick i Lilla Edets kommun. Församlingen uppgick 2010 i Lödöse församling.
1 januari 2016 inrättades distriktet Sankt Peder, med samma omfattning som församlingen hade 1999/2000.
Socknen har tillhört län, fögderier, tingslag och domsagor enligt vad som beskrivs i artikeln Ale härad. De indelta båtsmännen tillhörde Västergötlands båtsmanskompani..

## Geografi
Sankt Peders socken ligger 25 kilometer väster om Alingsås med Göta älv i väster och kring Gärdsån. Socknen har odlingsbygd i älvdalen som omges av branta bergshöjder.
Lödöse-Lilla Edets järnväg löper parallellt med älven genom västra utkanten av Lödöse, medan väg E45 och järnvägen Bergslagsbanan (nu Norge/Vänerbanan) tar av åt öster utanför samhället.

## Fornlämningar
Boplatser från stenåldern är funna. Från järnåldern finns gravar och stensättningar.

## Befolkningsutveckling
Befolkningen ökade stadigt från 441 1810 till 1 663 1990.

## Namnet
Namnet skrevs 1330 Pteri och kommer från namnet på kyrkan helgat åt aposteln Petrus.
I folkräkningen 1940 står det att Ortnamnskommissionen fastställt socknens namn till Sankt Peder. Tidigare hade socknens namn skrivits Sankt Peter.